# 加拿大海盗党
加拿大海盗党（英語：Pirate Party of Canada）是一个加拿大联邦政党，属于海盗党国际的一员，2010年在加拿大联邦选举管理局注册，2017年正式取消注册。